# والمیرا ۳۷۶۲۳
سیارک ۳۷۶۲۳ (به انگلیسی: 37623 Valmiera، نامگذاری:1993RN4) سی و هفت هزار و ششصد و بیست و سومین سیارک کشف شده‌است که در ۱۵ سپتامبر ۱۹۹۳ کشف شد.